# Явірське
Я́вірське — село в Україні, у Донецькій селищній громаді Ізюмського району Харківської області. Населення становить 397 осіб.

## Географія
Село Явірське знаходиться на березі річки Крайня Балаклійка і витягнуто вздовж неї майже на 7 км. Примикає до села Пришиб.

## Історія
До 2020 село було підпорядковане Пришибській сільській раді Балаклійського району. 
12 червня 2020 року, відповідно до Розпорядження Кабінету Міністрів України  № 725-р «Про визначення адміністративних центрів та затвердження територій територіальних громад Харківської області», увійшло до складу Донецької селищної територіальної громади.
19 липня 2020 року, в результаті адміністративно-територіальної реформи та ліквідації Балаклійського району, село увійшло до складу новоутвореного Ізюмського району.

## Населення

### Мова
Розподіл населення за рідною мовою за даними перепису 2001 року:
| Мова       | Відсоток |
| ---------- | -------- |
| українська | 94,21%   |
| російська  | 5,79%    |

## Економіка
В селі є молочно-товарна ферма.

## Галерея

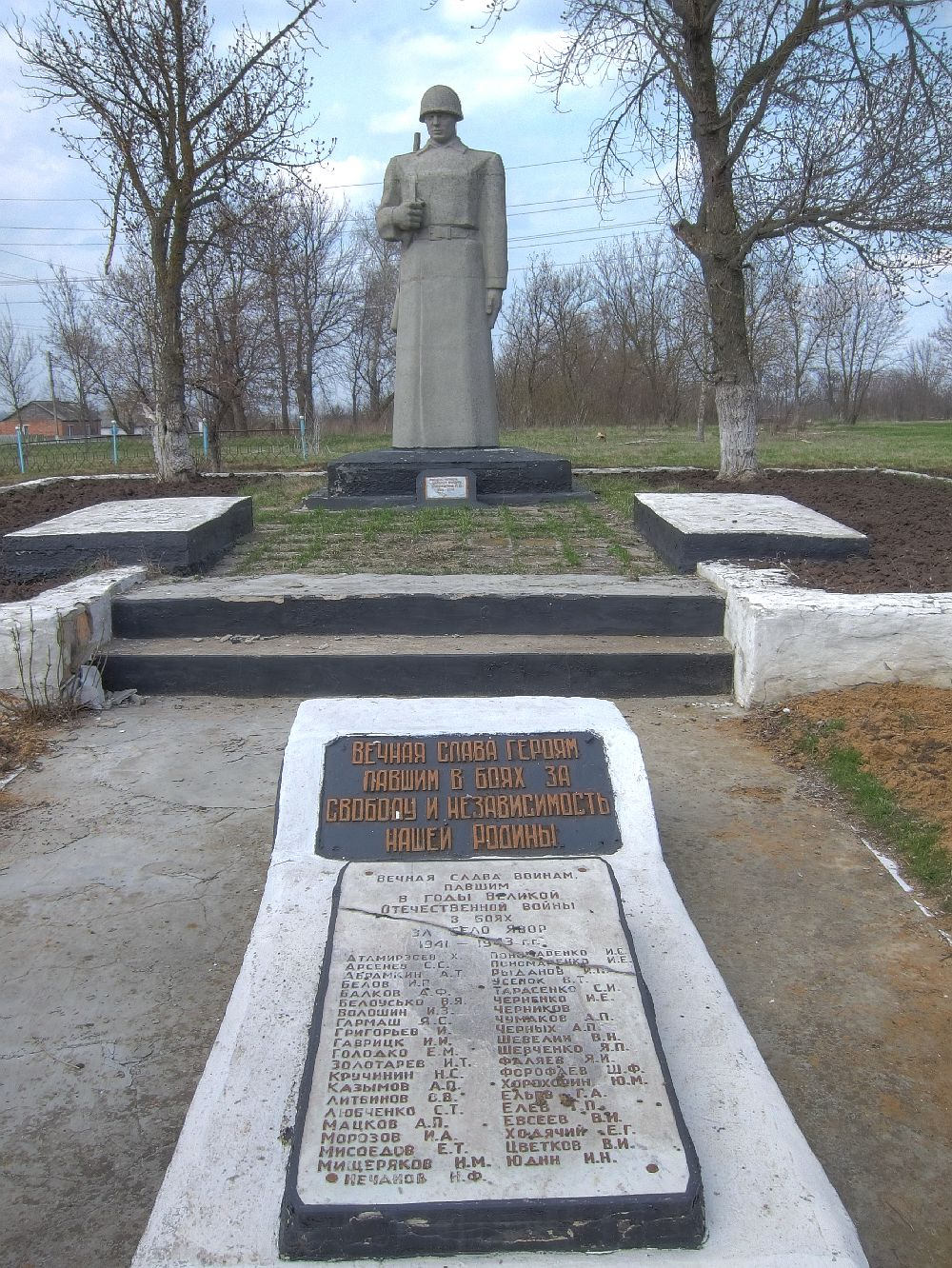
Братські могили радянських воїнів. Поховано 56 воїнів.
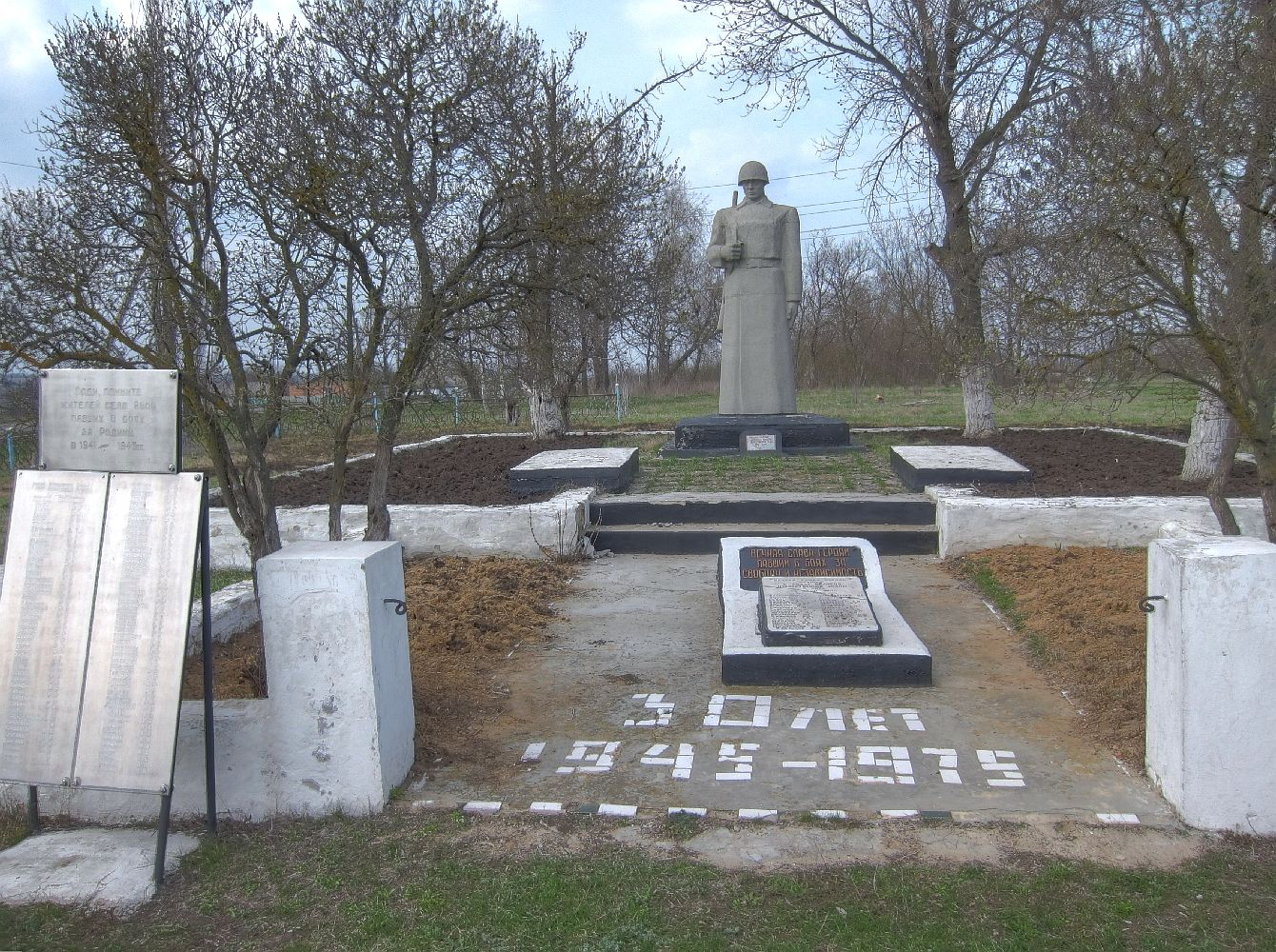
Братські могили радянських воїнів. Загальний вигляд.